# São Rafael (Schiff, 1898)
Die São Rafael war ein 1898 gebauter Geschützter Kreuzer der portugiesischen Marine. Er war aktiv an der portugiesischen Revolution im Oktober 1910 beteiligt und ging 1911 durch Strandung vor Vila do Conde verloren.

## Vorgeschichte
Als eine der Reaktionen auf das britische Ultimatum von 1890, mit dem Großbritannien Portugals Anspruch auf eine geschlossene Landverbindung von Angola bis Mosambik vereitelte und aus Rhodesien sowie dem Njassaland herausdrängte, startete die portugiesische Regierung die Modernisierung ihrer Flotte. Aufgrund der Finanzkrise konnten erst Ende des Jahrzehnts von den ursprünglich geplanten vier Schlachtschiffen und zehn Kreuzern noch vier Geschützte Kreuzer in Auftrag gegeben werden. Neben der in Italien bestellten Adamastor kamen aus Frankreich die beiden Schwesterschiffe São Gabriel und São Rafael, auf deren Entwurf der in Portugal gebaute letzte Kreuzer Rainha Dona Amélia basierte.

## Bau und technische Daten
Für den zweiten und dritten Kreuzer wurde eine internationale Ausschreibung gestartet, dessen Gewinner die Pläne für weitere Schiffe zur Verfügung stellen sollte. Die Ausschreibung gewann die französische Werft Chantiers et Ateliers Augustin Normand in Le Havre, wo 1897 die Kiellegung der Schiffe erfolgte. Der Stapellauf des zweiten Kreuzers fand am 5. Juli 1898 statt, bei dem das Schiff nach einer Karavelle aus Vasco da Gamas Flotte, mit der er 1498 den Seeweg nach Indien entdeckte, auf den Namen São Rafael getauft wurde. Nach mehreren Verzögerungen auf der Werft erfolgte am 10. September 1900 die Indienststellung.
Ihre Länge betrug 73,78 Meter, sie war 10,82 Meter breit und hatte einen Tiefgang von 4,34 Metern. Die Konstruktionsverdrängung betrug 1771 Tonnen. Der Antrieb bestand aus zwei Dreizylinder-Dreifach-Expansionsmaschinen, die 4000 PS erzielten und auf zwei Schrauben wirkten. Damit erreichte sie eine Höchstgeschwindigkeit von 17,5 Knoten und verfügte bei 10 Knoten über eine Reichweite von 4500 Seemeilen. Als Hauptbewaffnung trug sie an Bug und Heck jeweils ein 150-mm-L/45-Geschütz und vier einzelne seitlich in Schwalbennestern angeordnete 120-mm-L/45-Geschütze. Dazu kamen zwei 47-mm- und zwei 37-mm-Geschütze sowie ein 356-mm-Torpedorohr. Die São Rafael verfügte über ein Panzerdeck von 19 bis 25 mm Stärke und für den Kommandostand einen Schutz von 64 mm. Die Besatzungsstärke betrug bis zu 242 Offiziere und Mannschaften.

## Geschichte
Nach der Ankunft der beiden Schwesterschiffe am 22. September 1900 in Lissabon wurden die neuen Kreuzer wie die anderen Neubauten zunächst für Repräsentationsaufgaben eingesetzt. Noch im Oktober 1900 begleitete die São Rafael den Kreuzer Dom Carlos I. nach Porto, wo eine Statue von Heinrich dem Seefahrer enthüllt wurde.
Neben den repräsentativen Aufgaben wurde die São Rafael wie die meisten Kreuzer in die Kolonien beordert, wo sich das Schiff etwa an der Bekämpfung des Sklavenhandels in Mosambik beteiligte. Im September 1907 wurde der Kreuzer einer neuen Schuldivision unter dem Flaggschiff Dom Carlos I. zugeordnet, zu der noch das zum Kreuzer umgebaute alte Panzerschiff Vasco da Gama und der Zerstörer Tejo gehörten. Im Folgejahr führten die Schiffe des Geschwaders mehrere Ausbildungsfahrten nach Madeira und zu den Azoren durch.

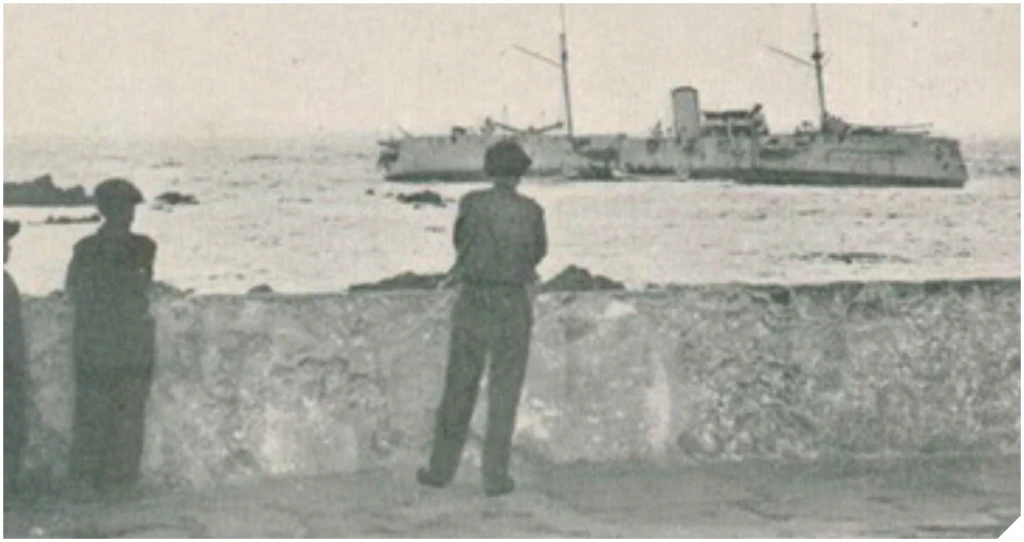
Die gestrandete São Rafael

Zum Zeitpunkt der portugiesischen Revolution im Oktober 1910 befand sich die São Rafael mit der Dom Carlos I. und der Adamastor in Lissabon. Die Besatzung der São Rafael schloss sich wie die der Dom Carlos I. den revolutionären Streitkräften an und verhaftete zunächst ihre Offiziere. Am 4. Oktober entsandte das Schiff Truppen in die Stadt und den Revolutionären gelang es, die Kontrolle über die Stadt zu übernehmen. Infolge der royalistischen Gegenbewegungen blieb die São Rafael zum Schutz der Regierung in heimischen Gewässern. Bei einer Patrouillenfahrt lief der Kreuzer am Morgen des 21. Oktober 1911 in der Nähe der Mündung des Flusses Ave bei Vila do Conde auf einen Unterwasserfelsen auf und ging verloren.